# Goede Laboratoriumpraktijken
Goede Laboratoriumpraktijken (GLP, Good Laboratory Practice) is een kwaliteitssysteem (managementcontrolesysteem) dat zich bezighoudt met de organisatorische processen en omstandigheden waaronder niet-klinische studies ter beoordeling van de veiligheid van chemische stoffen ten opzichte van de mens, dieren en het leefmilieu worden gepland, uitgevoerd, opgevolgd, vastgelegd, gearchiveerd en gerapporteerd.
GLP is een bestuurswijze. De intentie van laboratoria om de principes van GLP te respecteren verzekert de degelijke planning van de studies en de aanwezigheid van gepaste middelen om deze uit te voeren. GLP heeft alleen betrekking op de wijze waarop de werkzaamheden in het laboratorium georganiseerd zijn, GLP is niet betrokken bij de interpretatie of de wetenschappelijke evaluatie van de resultaten.
De studies dienen uitgevoerd te worden volgens internationaal vastgelegde en of door de overheid erkende procedures (OESO TEST-richtlijnen of andere) in een gecontroleerd laboratorium of in een proefveld (veldwerk). Een chemische stof, organisme, GMO of restproduct (bv. sigarettenrook) wordt daar onder laboratoriumomstandigheden onderzocht om zijn eigenschappen en intrinsieke gevaren vast te stellen, met de intentie voor aanmelding of registratie bij een bevoegde overheid. Dit gebeurt meestal door het toe te dienen aan een goed gedefinieerde testomgeving (proefdier, celcultuur (in vitro), bacterie of apparaat.).
Er zijn bij GLP-studies steeds minimaal vier functies onontbeerlijk die ieder een specifieke verantwoordelijkheid hebben; namelijk de proefhuismanager, de kwaliteitsverantwoordelijke (QA), de proefleider en de archivaris. De QA en archivaris mogen niet deelnemen aan de studie zelf (dat wil zeggen creëren van gegevens). In studies waarbij meerdere testlabs deelnemen, is er ook nog de functie van test site manager en principle investigator nodig. Zij rapporteren steeds aan de proefleider. 
Alhoewel de opdrachtgever (sponsor) een belangrijke rol speelt in het finaal registratieproces, is het hem absoluut niet toegelaten tussen te komen tijdens het verloop van de hele studie. Hij tekent voor de start van de studie het studieplan af en wacht vervolgens het ondertekend studierapport af. De proefleider neemt door het aftekenen van het finaal rapport, de volledige verantwoordelijkheid voor de correcte uitvoering van de studie op zich. Indien er in de tussentijd toch onverwacht aanpassingen dienen te gebeuren aan het studieplan, dient dit genoteerd te worden in een amendement, met rectificatie. 
De GLP-laboratoria en -proefvelden zijn verplicht zich te melden bij hun nationale overheid. 
- In Europa is de nationale GLP-overheid vervolgens verplicht het laboratorium op regelmatige periode te inspecteren en studies diepgaand te auditeren. Het lab krijgt na een inspectie een GLP-conform certificaat. De resultaten van deze inspecties worden jaarlijks gemeld aan de OESO, die ze verspreid naar alle nationale GLP-overheden in de wereld. Deze laatsten brengen hun registratieoverheden vervolgens op de hoogte van de GLP-conformiteit van ieder testlab. 
- In USA bestaat niet de verplichting om iedere testlaboratorium op geregelde wijze te beoordelen. Ieder US labo kan bijgevolg claimen dat het GLP-conform werkt, zonder daarvoor een inspectie te hebben ondergaan of een certificaat te hebben. 
Voor studies op mensen gelden andere, maar vergelijkbare regels: de Goede Klinische Praktijken of GCP. Er is echter nog een grijze zone tussen de twee systemen waarvoor nog niet is uitgemaakt onder welk kwaliteitssysteem ze vallen.
De regels voor GLP zijn vastgelegd binnen de Organisatie voor Economische Samenwerking en Ontwikkeling (OECD/OESO) en overgenomen in de wetgevingen van de landen van deze organisatie. Ieder van deze landen erkent de certificaten uitgegeven in de andere lidstaten.
De beoordeling van het labo en de uitgevoerde studies is steeds met terugwerkende kracht. Dit om zoveel mogelijk fraude en beïnvloeding van sponsors te kunnen opsporen. Het inspectieteam beoordeelt daarom enkel de werking van het labo in het verleden en geeft geen garantie naar de toekomst. Dit in tegenstelling tot bijvoorbeeld accreditatie en certificering waar het labo wordt beoordeeld op zijn wetenschappelijke kunde, maar niet op zijn fraudebestendigheid en onafhankelijkheid tegenover de opdrachtgever (industrie/NGO). 